# یواس‌اس برکر (۱۸۶۲)
یواس‌اس برکر (۱۸۶۲) (به انگلیسی: USS Breaker (1862)) یک کشتی بود که طول آن not known بود.